# Lobaegis arista
Lobaegis arista är en stekelart som först beskrevs av Cresson 1868.  Lobaegis arista ingår i släktet Lobaegis och familjen brokparasitsteklar. Inga underarter finns listade i Catalogue of Life.